# Partnach
De Partnach is een 16,5 km lange Beierse rivier.
De rivier ontspringt op een hoogte van 1.500 m op de Zugspitze. Watertoevoer is er van smeltwater van hogergelegen gletsjers dat in de bodem zinkt en bij de bron weer aan de oppervlakte komt.
De Partnach stroomt via het Reintal naar beneden en vormt vier kloven waarvan de Partnachklamm de bekendste is. Deze kloof is 720 m lang en 80 m diep en kan bij gunstige weersomstandigheden worden bewandeld.
De rivier stroomt in Garmisch-Partenkirchen in de Loisach.

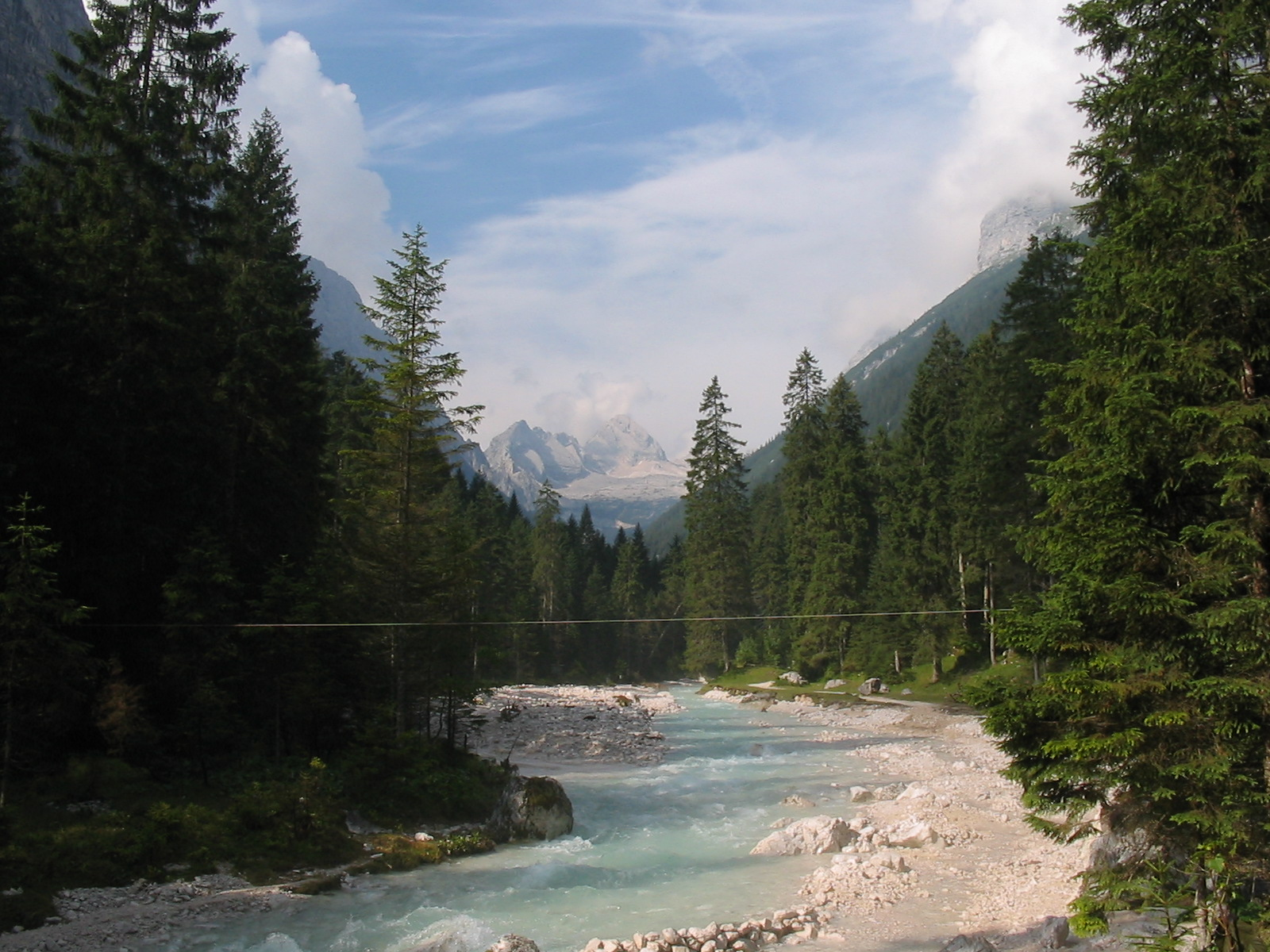
De Partnach
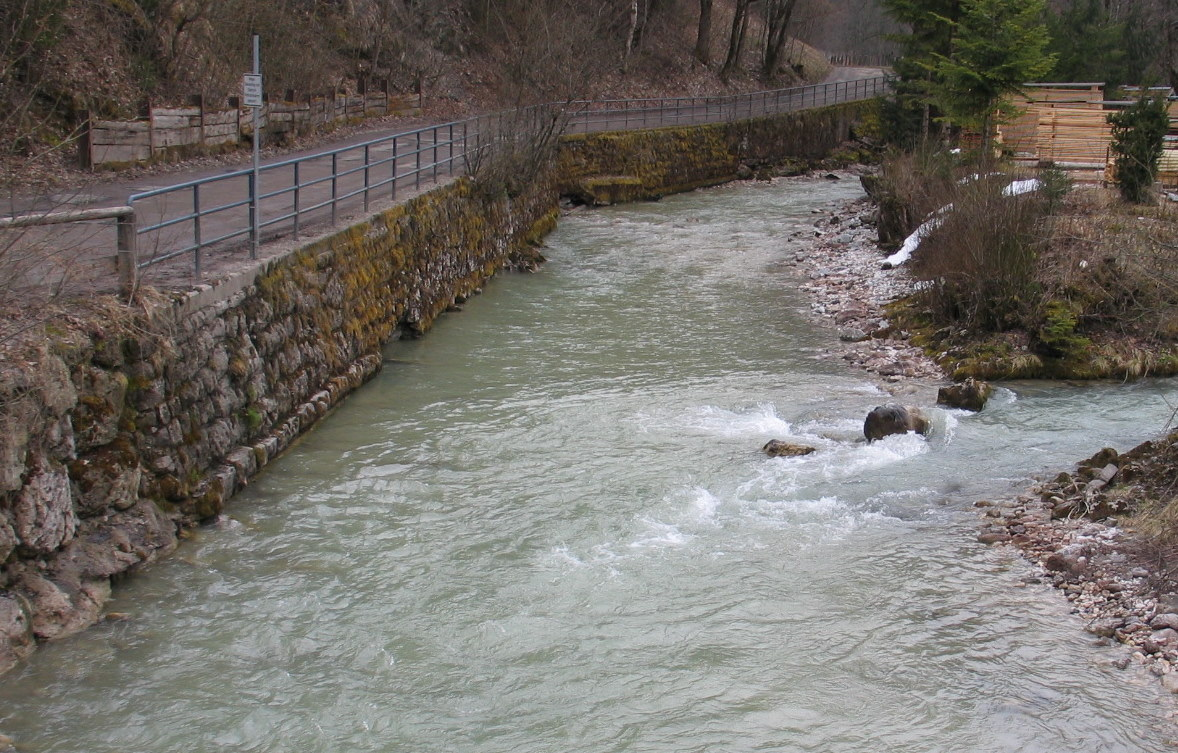
De Partnach in Garmisch-Partenkirchen

- Virtual International Authority File: 243852952